# Lennart Molin (teolog)
Lennart Molin, född 1944, är en svensk pastor  och teologie doktor.

## Biografi
Född i Alingsås 6 mars 1944
Studentexamen vid Högre Allmänna Läroverket i Alingsås 1965
Studier i Lund 1966-1976
Molin fick 1969 stipendium från Reformerta Världsalliansen för att läsa teologi vid Louisville Presbyterian Theological Seminary i Kentucky, USA. År 1976 disputerade han i Lund med avhandlingen Hearts and structures: about man and society out of an American theological material.
Ordinerad till pastor i Svenska Missionsförbundet 1971    
Gift ned Suzanne Molin, f Styrud  1975    
Barn: August (1977), Emma (1979), Arvid (1983)            

## Karriär
- Lärare vid Teologiska Seminariet[1] och Teologiska Högskolan Stockholm
- Redaktör för tidskriften Tro och Liv
- Rektor för Teologiska högskolan i Stockholm[1]
- Tillförordnad generalsekreterare vid Sveriges kristna råd[3]